# 路得山
86°18′S 151°45′W / 86.300°S 151.750°W
路得山是南極洲的山峰，位於加德納山以西6公里，屬於毛德王后山脈的一部分，海拔高度2,170米，該山峰在1934年12月由美國探險隊發現，由南極條約體系管理。